# SETA (Stiftung)
Seta (türkisch: Siyaset, Ekonomi ve Toplum Araştırmaları Vakfı, SETA) ist eine türkische wissenschaftliche Organisation. Die Denkfabrik veröffentlicht Studien zu politischen, sozialen und ökonomischen Fragen der Türkei. Seta steht der konservativen türkischen Adalet ve Kalkınma Partisi (AKP) nahe und gilt als ihr wissenschaftliches Sprachrohr.  Seit 2014 ist  Burhanettin Duran Direktor der Organisation.

## Struktur
Seta wurde 2005 gegründet. Gründungsdirektor bis 2009 war Ibrahim Kalın. Seit 2009 ist Kalın außenpolitischer Berater von Präsident Recep Tayyip Erdoğan und aktuell Leiter des türkischen Geheimdienstes Millî İstihbarat Teşkilâtı. Auch der Kommunikationsdirektor in Erdoğans Regierung, Fahrettin Altun, ist früher bei der SETA-Stiftung tätig gewesen.
Die Stiftung ist laut Selbstdarstellung unabhängig und unparteiisch. Seta hat ihren Sitz in Istanbul. Büros der Organisation existieren in Washington, D.C., Kairo und Berlin. Zafer Meşe, der zuvor acht Jahre lang als wissenschaftlicher Mitarbeiter für die CDU/CSU-Bundestagsfraktion mit einem Fokus auf außen- und sicherheitspolitische Themen gearbeitet hatte, leitet das Berliner Büro.
Laut einer Antwort der deutschen Bundesregierung, auf eine kleine Anfrage von Die Linke im Jahr 2019, wird die Stiftung maßgeblich von der Familie Albayrak finanziert. Berat Albayrak ist mit Erdoğans Tochter verheiratet. Serhat Albayrak, der seit Jahren die regierungsnahe Sabah leitet, ist auch gleichzeitig Chef der SETA.

## Arbeit
Seta veröffentlicht Analysen und Berichte zur politischen, ökonomischen und sozialen Entwicklung der Türkei sowie zur Lage der Auslandstürken. Ein weiterer Aspekt ist die Stellung der Türkei in den internationalen Beziehungen. Regelmäßig wird das Magazin Insight Turkey herausgegeben. Seta-Mitarbeiter stehen internationalen Medien als Experten zur Verfügung.
Anfang Juli 2019 veröffentlichte Seta einen 200-seitigen Report mit dem Titel „International Media Outlets’ Extensions in Turkey“. Der Bericht führte zu kontroversen Reaktionen in der Türkei und im Ausland. In dem Report sind steckbriefartig Daten zu Person, Werdegang und Arbeit von in der Türkei arbeitenden Journalisten veröffentlicht. Journalisten einer Reihe internationaler Medien, wie des türkischen Dienstes von Euronews, BBC Turkish, Deutsche Welle Turkish, Voice of America, Sputnik Turkey, Radio China International Turkey und The Independent Turkish werden detailliert beschrieben. Der Seta-Bericht wirft ihnen vor, eine „Agenda“ gegen die türkische AKP-Regierung zu verfolgen sowie „links und säkular“ zu sein. Die deutsche Kulturstaatsministerin Monika Grütters wies den Vorwurf gegen die Deutsche Welle zurück. Die Deutsche Welle trete mit objektivem und unabhängigem Qualitätsjournalismus weltweit für demokratische Werte und für die Wahrung fundamentaler Menschenrechte ein.
Im Oktober 2019 veröffentlichte Seta, gemeinsam mit Farid Hafez und Enes Bayrakli den „Europäischen Islamophobie-Report 2018“. Der Bericht wurde von der Europäischen Union bezahlt. Kritiker wie Amer Albayati und Seyran Ates werteten den Bericht als Versuch der türkischen Regierungspartei AKP, in Europa Einfluss zu nehmen, Kritiker einzuschüchtern und dem politischen Islam den Weg zu ebnen. Auch im Jahr 2020 veröffentlichten dieselben Autoren einen Bericht zum selben Thema.
2020 kritisierte SETA den Umgang der Jugendämter mit fremduntergebrachten türkeistämmigen Kindern in Deutschland.
Der Exiljournalist Metin Cihan veröffentlichte im Jahr 2024 einen Bericht. Demnach sind aus der EU weitere hunderttausend Euro für zwei Projekte an die Stiftung geflossen.

## Bewertung
Oliver Mayer-Rüth vom ARD-Studio Istanbul schrieb 2019, Seta-Mitarbeiter würden im persönlichen Gespräch keinen Hehl daraus machen, dass ihre „politischen Studien in den meisten Fällen Positionen der Regierungspartei AKP und des Präsidenten Recep Tayyip Erdogan ideologisch stützen.“ Jedoch bemühten sie sich, wissenschaftlich zu argumentieren.
Die Bundesregierung (Kabinett Merkel IV) hat auf eine Kleine Anfrage der FDP geantwortet, die SETA werde dafür genutzt, „die Standpunkte der gegenwärtigen türkischen Regierung in deutscher Sprache unter dem Label Wissenschaft und Forschung zu veröffentlichen.“
Die ehemalige Abgeordnete Ulla Jelpke von den Linken nannte die SETA „eine bösartige Lobby- und Denunziationsorganisation“.